# Das Haus Anubis
Das Haus Anubis is de Duitse remake van de Studio 100-productie Het Huis Anubis. De serie was voor het eerst te zien op 29 september 2009 in Duitsland, Oostenrijk en Zwitserland op Nickelodeon en voor de Duitse kijkers vanaf 6 oktober van dat jaar ook op VIVA. De serie telt drie seizoenen met in totaal 364 afleveringen.
Het succes van de jeugdserie ging gepaard met verschillende merchandise, zoals ook bij de Nederlands-Vlaamse tegenhanger het geval was. Van de serie verschenen onder meer acht boeken, de bioscoopfilm Pfad der 7 Sünden (2012), de spellen Das Geheimnis des Osiris (Windows), Das Haus Anubis spiel en Im Bann der Isis (Nintendo DS), twee singles, een album en vier luisterboeken.
Nickelodeon Duitsland startte op 19 november 2018 de heruitzending van de serie.

## Seizoenen
| Seizoen | Afleveringen | Deel | Afleveringen | Periode Nick                         | Periode Viva/Nicktoons            | Titelsong       | Naam van deel van seizoen                 |
| ------- | ------------ | ---- | ------------ | ------------------------------------ | --------------------------------- | --------------- | ----------------------------------------- |
| 1       | 114          | 1    | 61           | 29 september 2009 - 18 december 2009 | 6 oktober 2009 - 25 december 2009 | Das Haus Anubis | Der Club der alten Weide                  |
| 1       | 114          | 2    | 53           | 15 februari 2010 - 30 april 2010     | 8 februari 2010 - 21 april 2010   | Das Haus Anubis | Das Geheimnis des Grabmals                |
| 2       | 120          | 1    | 60           | 20 september 2010 - 10 december 2010 | september 2010 - december 2010    | Suche mit uns   | Der Geheimnisvolle Fluch                  |
| 2       | 120          | 2    | 60           | 14 februari 2011 - 6 mei 2011        | 2011                              | Suche mit uns   | Die Auserwählte                           |
| 3       | 130          | 1    | 70           | 5 september 2011 - 9 december 2011   | 2011                              | Tausend Fragen  | Das Geheimnis der Winnsbrügge-Westerlings |
| 3       | 130          | 2    | 60           | 13 februari 2012 - 4 mei 2012        | 2012                              | Tausend Fragen  | Die Träne der Isis                        |

## Rolverdeling
- Veel van de personages in de remake hebben een ander achtergrondverhaal en een andere naam dan die van de originele personages uit de Nederlandse reeks.
- In tegenstelling tot de originele serie, komt de Duitse versie van Joyce “Linn” niet terug in seizoen 2, haar rol wordt door het nieuwe personage Charlotte Bachmann overgenomen.
- In tegenstelling tot de originele serie, gaat Mara niet echt uit de serie, in de Duitse versie zou Mara wel met haar zus naar Dubai gaan, maar even nadat ze met haar zus de deur uitgaat, bedenkt ze zich en keert alleen terug naar het huis. Dat betekent dat Mara de verhaallijnen van Noa heeft in deze versie.

| Naam personage          | Vertolkt door    | Afleveringen | Periode   | Gebaseerd op origineel personage                     |
| ----------------------- | ---------------- | ------------ | --------- | ---------------------------------------------------- |
| Nina Martens            | Kristina Schmidt | 1–364        | 2009–2012 | Nienke Martens                                       |
| Daniel Gutenberg        | Daniel Wilken    | 1–364        | 2009–2012 | Fabian Ruitenburg                                    |
| Delia Seefeld           | Franziska Alber  | 1–364        | 2009–2012 | Amber Rosenbergh                                     |
| Luzy „Rosaline“ Schoppa | Alicia Endemann  | 1–364        | 2009–2012 | Patricia Soeters                                     |
| Kaya Şahin              | Karim Günes      | 1–364        | 2009–2012 | Mick Zeelenberg                                      |
| Mara Minkmar            | Féréba Koné      | 1–364        | 2009–2012 | Mara Sabri tot afl. 146/ Noa van Rijn vanaf afl. 147 |
| Felix Gaber             | Florian Prokop   | 1–290        | 2009–2011 | Appie Tayibi                                         |
| Felix Gaber             | Mitja Lafere     | 290–364      | 2011–2012 | Appie Tayibi                                         |
| Magnus von Hagen        | Marc Dumitru     | 1–364        | 2009–2012 | Jeroen Cornelissen                                   |
| Charlotte Bachmann      | Alexa Benkert    | 124–364      | 2010–2012 | Joyce van Bodegraven                                 |

## Nevencast
| Naam personage                | Vertolkt door          | Afleveringen               | Periode               | Gebaseerd op origineel personage   |
| ----------------------------- | ---------------------- | -------------------------- | --------------------- | ---------------------------------- |
| Hubert Altrichter             | Ulrich Cyran           | 1-364                      | 2009-2012             | Mr. Ari van Swieten                |
| Viktor Emanuel Rodemer Junior | Kai Helm               | 1-364                      | 2009-2012             | Victor Emanuel Rodenmaar Junior    |
| Rosie Schäfer                 | Petra Marie Cammin     | 1-364                      | 2009-2012             | Trudie                             |
| Edith Martens                 | Gerda Böken            | 1-234                      | 2009-2011             | Irene Martens                      |
| Sarah Winnsbrügge-Westerling  | Liane Düsterhöft       | 3-91, 241-364              | 2009-2010, 2011-2012  | Sarah Winsbrugge-Hennegouwen       |
| Luka Petkovic                 | Sascha Kekez           | 4-140                      | 2009-2010             | Jason Winker                       |
| Doris Engel                   | Jana Hora              | 7-364                      | 2009-2012             | Mevr. Ellie van Engelen            |
| Steffie Lehmann               | Yvonne Burbach         | 11-114                     | 2009-2010             | Esther Verlinde                    |
| Rufus Malpied                 | Michael Witte          | 17-38, 53-75               | 2009, 2010            | Rufus Malpied                      |
| Zeno Trabas                   | Alexander von Janitzky | 36, 57-58, 94-129, 239-364 | 2009, 2010, 2011-2012 | Zeno Terpstra / Jacob van den Berg |
| Robbie                        | Tom Gramenz            | 55-57, 110-112             | 2009, 2010            | Kleine Robbie                      |
| Linn Bredemeier               | Katharina Fecher       | 59-62, 75                  | 2009, 2010            | Joyce van Bodegraven               |
| Max 1                         | Torben Bendig          | 136-234                    | 2010-2011             | Robbie                             |
| Malika Minkmar                | Sonja Wondra           | 141-146                    | 2010                  | Yasmine Sabri                      |
| Wolf Radus                    | Carlo Kitzlinger       | 143-234                    | 2010-2011             | Raven van Prijze                   |
| Benny Schäfer                 | Martin Zürcher         | 158-182                    | 2010-2011             | Jimmy                              |
| Daphne                        | Silke Natho            | 193-234                    | 2011                  | Vera de Kell                       |
| Deelnemer kuswedstrijd Lucy   | Stef Poelmans          | 193                        | 2011                  | -                                  |
| Morten                        | Marcus Calvin          | 235-364                    | 2011-2012             | Rufus Malpied                      |
| Viktor Emanuel Rodemer Senior | Kai Helm               | 236-345                    | 2011-2012             | Victor Emanuel Rodenmaar Senior    |
| Max 2                         | Janis Witting          | 239-364                    | 2011-2012             | Robbie                             |
| Dr. Stattlich                 | Thomas Bartling        | 305-317                    | 2012                  | Dr. Geert van Assche               |
| Onkel Ursli Gaber             | Armando Dotto          | 309-364                    | 2012                  | Oom Ibrahim Tayibi                 |
| Vincent Trabas                | Gerrit Klein           | 311-364                    | 2012                  | Matthijs van Dijk/van den Berg     |
| Reni                          | Annick Klug            | 349-364                    | 2012                  | -                                  |

## Opnamelocaties

### Seizoen 1

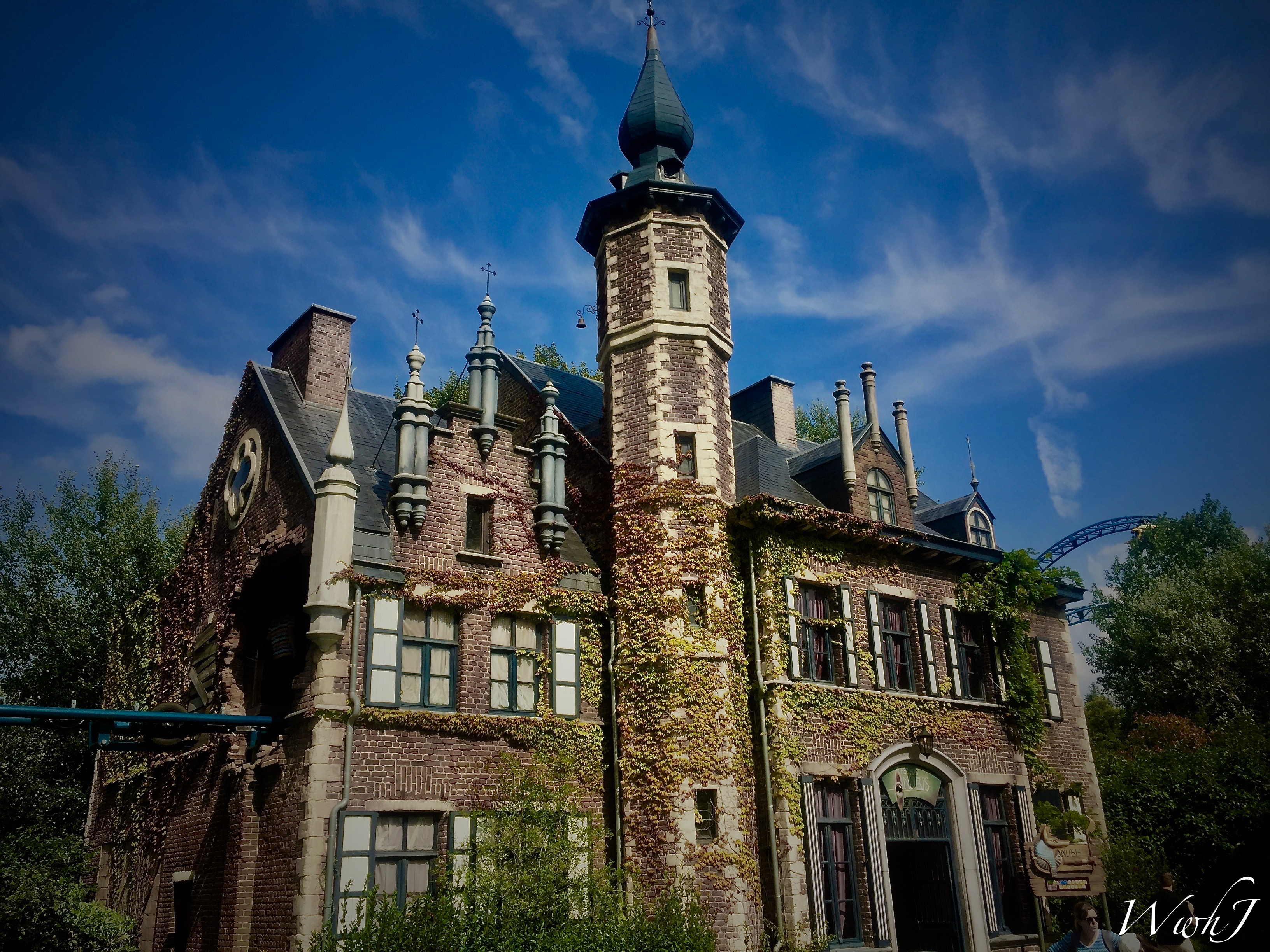
Locatie uit de serie, het huis, Das Haus Anubis in Plopsaland de Panne
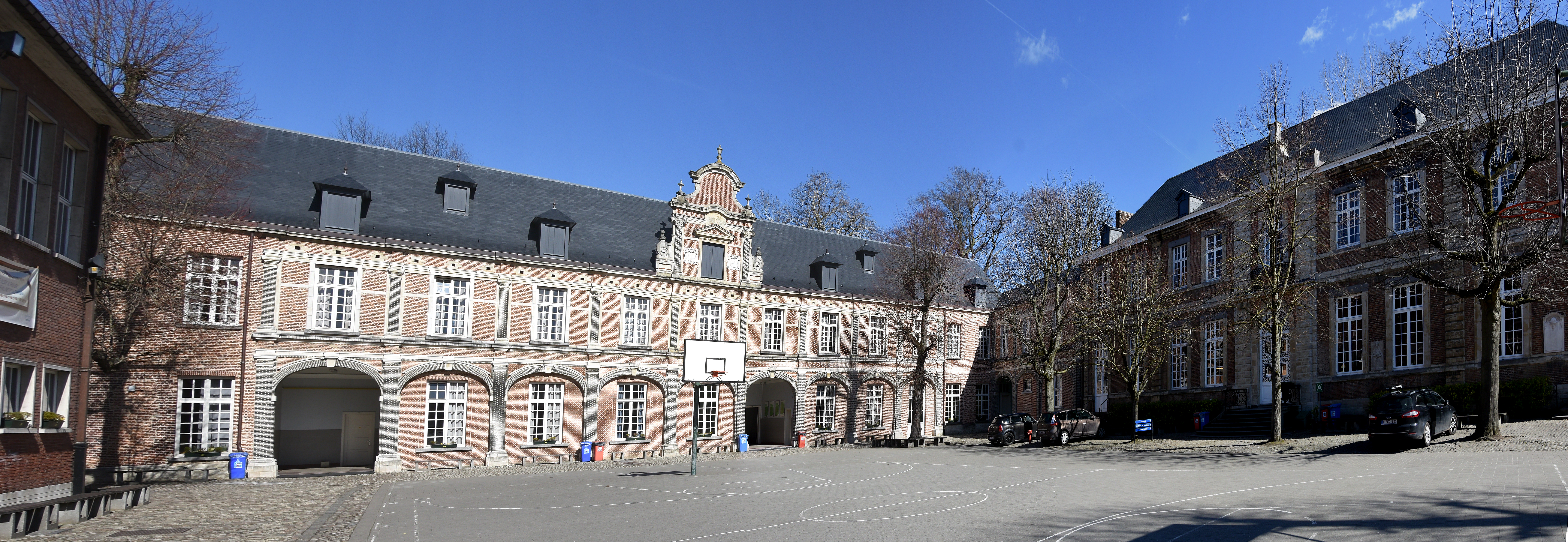
Locatie uit de serie, de school van Das Haus Anubis. Koninklijk Atheneum Pitzemburg in Mechelen
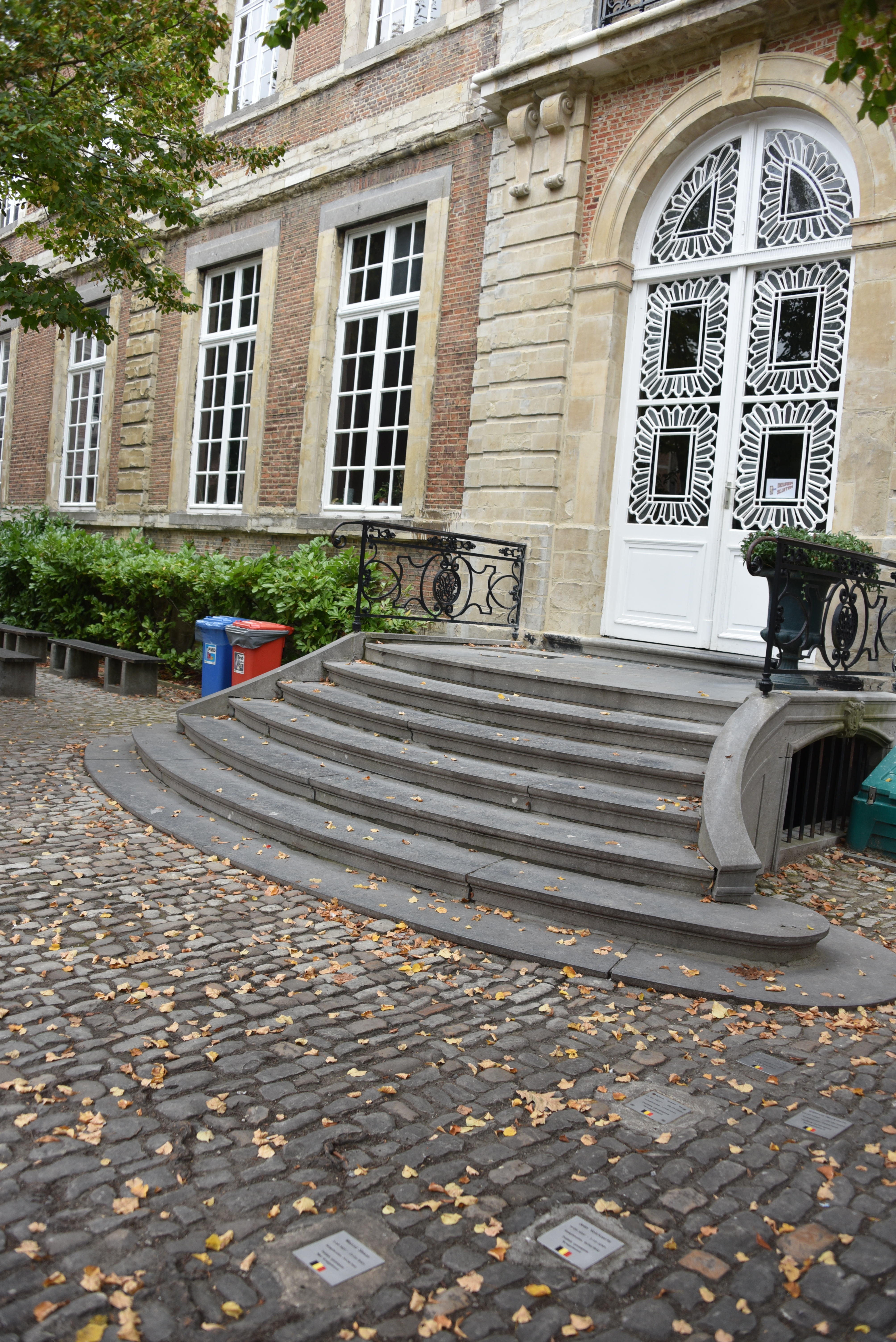
Locatie uit de serie, de schoolingang van Das Haus Anubis. Koninklijk Atheneum Pitzemburg in Mechelen
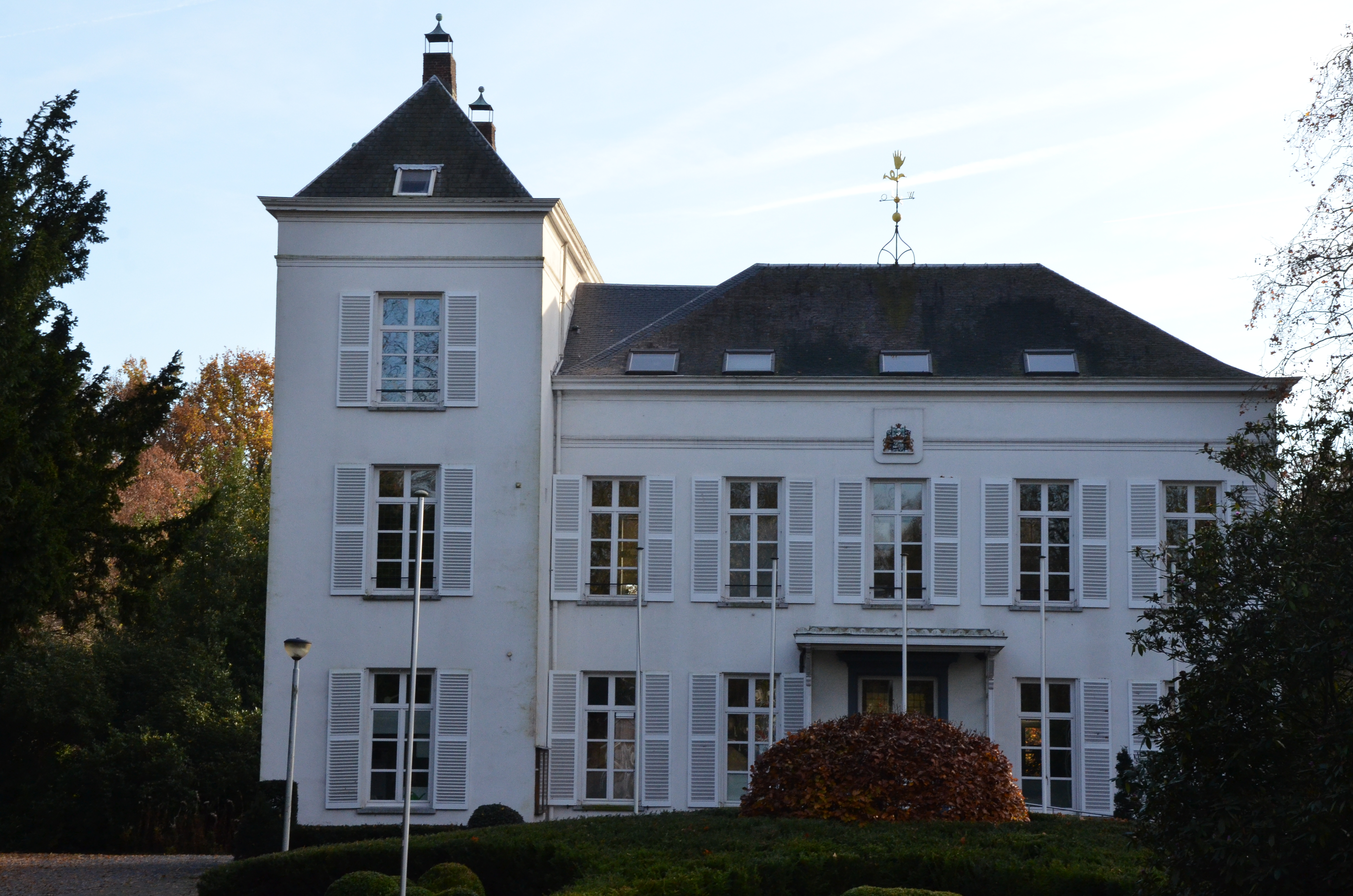
Locatie uit de serie, het verzorgingshuis, Altersheim uit de serie. In werkelijkheid het gemeentehuis van Hove
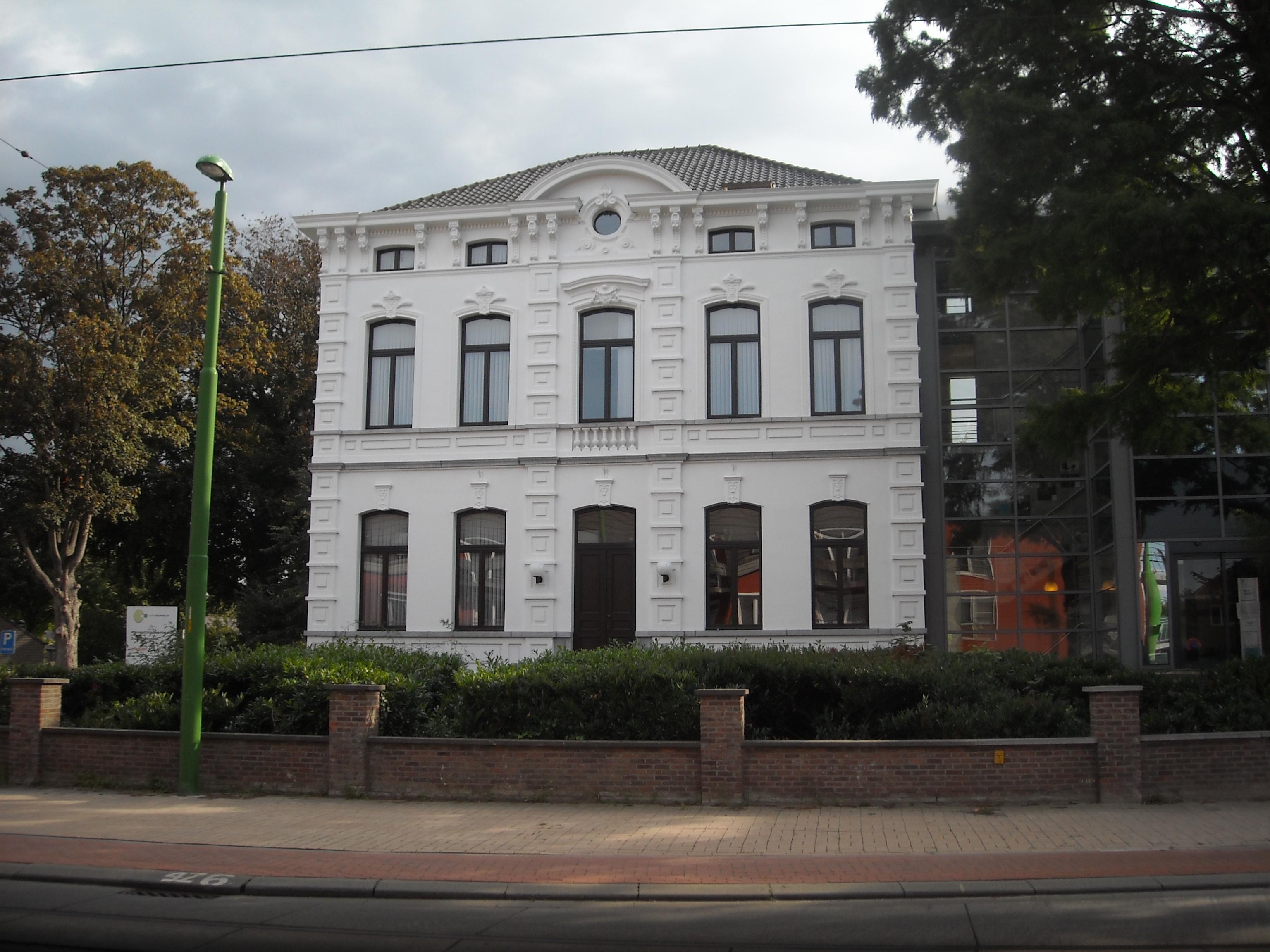
Locatie uit de serie, het gemeentehuis. In werkelijkheid de kunstacademie van Zwijndrecht in België
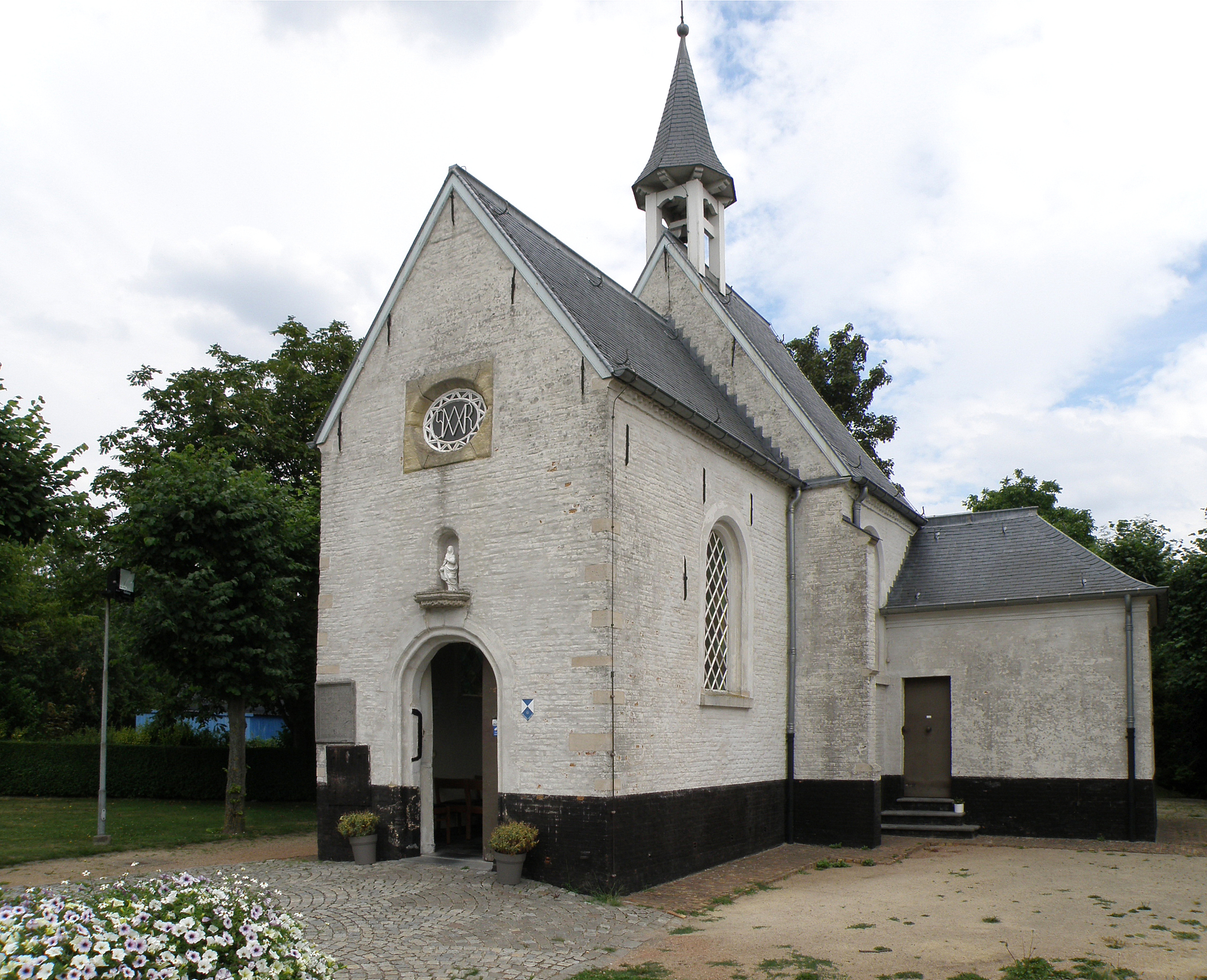
Locatie uit de serie, het kapel van het Anubis Genootschap. Laarhofstraat in Schelle

### Seizoen 2

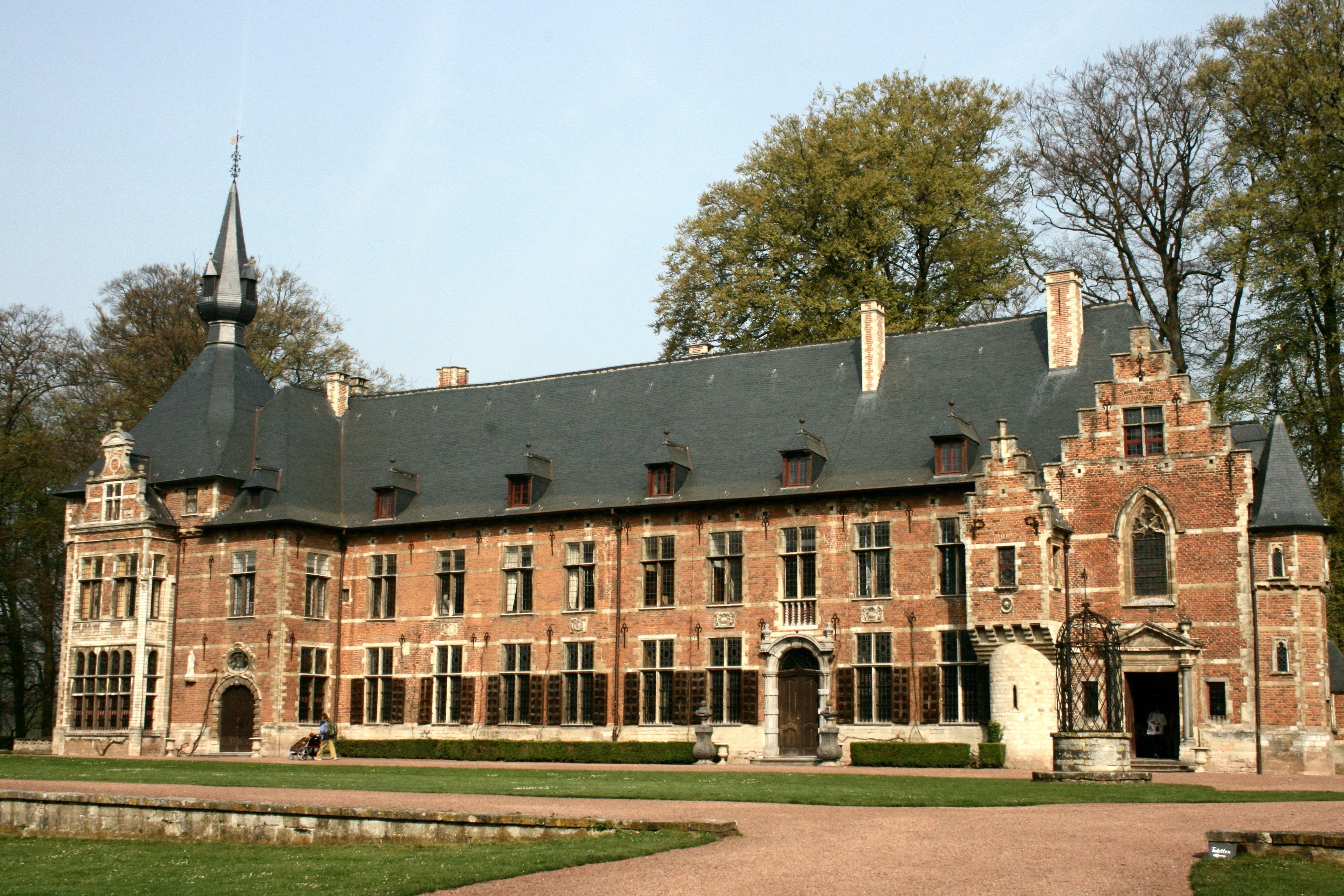
Locatie uit de serie, het kasteel van Raven. Kasteel Groot-Bijgaarden, Isidoor van Beverenstraat 5 in Dilbeek
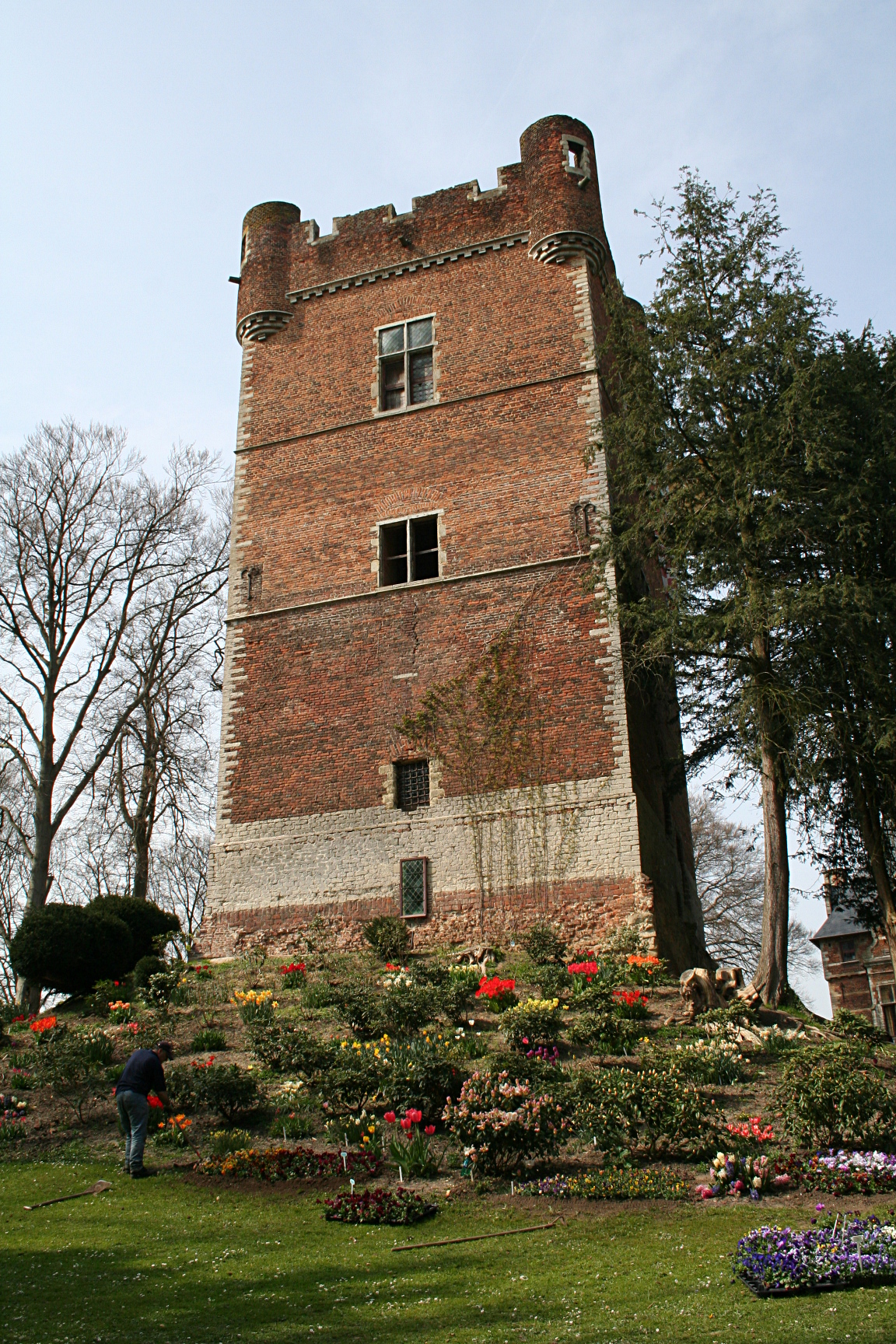
Locatie uit de serie, de toren van de uitverkorene. Kasteel Groot-Bijgaarden, Isidoor van Beverenstraat 5 in Dilbeek

### Seizoen 3

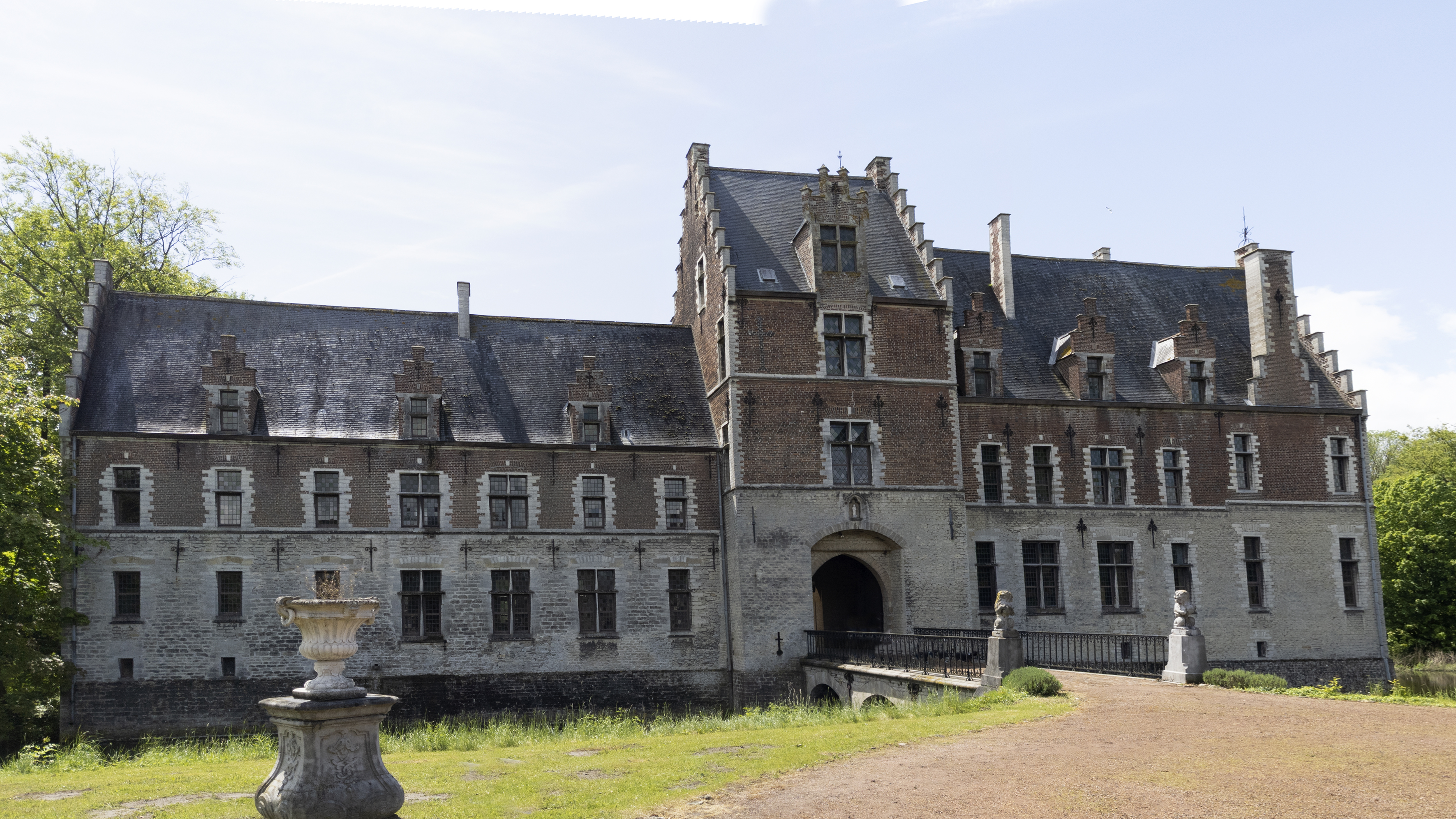
Locatie uit de serie, het kasteel van Zeno, Vincent en Morten. In werkelijkheid het Rubenskasteel in Elewijt, Zemst in België

## Verschillen met de Nederlandse serie
- Hoewel Het Huis Anubis vier seizoenen heeft, kreeg de Duitse versie enkel drie seizoenen. Het laatste seizoen van de Duitse serie was een combinatie van het derde en vierde seizoen van de Nederlandse serie.
- Het eerste seizoen van de Duitse serie volgde precies hetzelfde verhaal als de Nederlandse serie, maar vanaf het tweede seizoen begon de verhaallijn enigszins af te wijken. De grootse reden hiervoor is omdat het personage van Mara de serie niet verlaat, iets wat wel gebeurde in de Nederlandse serie. Het personage van de Mara neemt in de Duitse serie de rol over die Noa in de Nederlandse serie had. Linn (de Duitse versie van Joyce) kwam daarnaast niet terug in de serie, maar in plaats daarvan kwam er een volledig nieuw personage: Charlotte. Zij nam de verhaallijnen van Joyce uit de Nederlandse serie over maar had tegelijk de kledingstijl en persoonlijkheid van Noa. Het personage was dus een mix van Joyce en Noa, terwijl Mara een mix van de Nederlandse Mara en Noa werd.

- Alle sets zijn hetzelfde als in de originele Nederlandse serie, behalve het dramalokaal, dat anders is dan in het origineel. Het oude dramalokaal werd na seizoen één ook niet meer gebruikt in de Nederlandse reeks (omdat deze waarschijnlijk niet meer bestaat).

- Hoewel de verhaallijn van Het Huis Anubis, seizoen 3 - deel 2 langer duurt zoals het zoeken naar De Traan van Isis had de club in aflevering 354, De Traan van Isis gevonden. Maar in Das Haus Anubis had de club De Traan van Isis gevonden in aflevering 345, in plaats van in aflevering 354.

- In Het Huis Anubis is de verhaallijn van Victor Senior, de vader van Victor Junior, langer dan in Das Haus Anubis, want Victor Senior moest in aflevering 355 terug naar de spiegel, maar in Das Haus Anubis moest Viktor Senior in aflevering 345 terug naar de spiegel.

- De verhaallijn van Das Haus Anubis, seizoen 3 - deel 2, is voor een groot deel ingekort. Vergeleken met Het Huis Anubis was seizoen 3 - deel 2 veel langer.

- Ook de verhaallijn van Daniel is anders in Das Haus Anubis dan in Het Huis Anubis. Bijvoorbeeld in Das Haus Anubis is Daniel al eerder terug maar niet als Berend. In Het Huis Anubis is Fabian veel later terug in Het Huis Anubis, maar wel vermomd als Berend.

- Ook de verhaallijn van Mara is anders. Mara is al veel eerder ontvoerd door Morten in aflevering 344. Maar in Het Huis Anubis is Noa ontvoerd pas in aflevering 355 door Jacob of Matthijs.

- In Das Haus Anubis is er een soort mix van Zeno & Morten. Een mix van Zeno/Jacob & Rufus.

- Toen Viktor Junior de spiegel stuk sloeg was hij niet helemaal gebroken, Maar in Het Huis Anubis was de spiegel in één keer gebroken.

- Toen Viktor Junior de spiegel stuk sloeg zag je in Das Haus Anubis een groot stuk hout achter de spiegel, maar in Het Huis Anubis was dat niet zo.

- Hoewel seizoen 3 - deel 2 langer is in Das Haus Anubis, is het in Het Huis Anubis veel korter. Want seizoen 3 deel 2 eindigt in Het Huis Anubis in aflevering 354, maar in Das Haus Anubis eindigt seizoen 3 - deel 2 pas in aflevering 364.